# 밥 스티븐슨
밥 스티븐슨(Bob Stephenson, 1967년 5월 18일 ~ )은 미국의 영화 제작자, 각본가, 배우이다.
옥스나드에서 태어났다.

## 출연 작품
- 퍼펙트 파트너 (2019년)
- 빌리 진 킹: 세기의 대결 (2017년)
- 와이 힘? (2016년)
- 배드 워즈 (2013년)
- 런어웨이 걸 (2011년)
- 아워 이디엇 브라더 (2011년) - 오피서 위시번 역
- 로맨틱 크라운 (2011년)
- 로고라마 (2009년)
- 디 엑스 (2007년) - 더그 역
- 조디악 (2007년) - 조디악 3 역
- 트랜스포머 (2007년)
- 스쿨 포 스카운드럴 (2006년)
- 돈 많은 친구들 (2006년) - 마티 역
- The Big Empty (2005) - 단편
- 어댑테이션 (2002년)
- 잠자는 숲속의 공주들 (1999년)
- 파이트 클럽 (1999년)
- 콘 에어 (1997년)
- 세븐 (1995년)

### 텔레비전
- 제리코 (2006-08) - 지미 역
- 포가튼 (2009-10)